# Centralidade de competências
A centralidade de competências é um conceito derivado da teoria de C. K. Prahalad e Gary Hamel, elaborada em 1990, na tentativa de desenvolver uma estratégia para uma mais adequada e rápida adaptação das empresas às constantes mudanças do mercado. Nesta teoria os autores (através de exemplos reais) evidenciam a importância em analisar quais são as competências centrais em cada empresa. Exemplifica-se da seguinte maneira: "Uma corporação diversificada é uma grande árvore. O tronco e principais ramos são os principais produtos, os galhos menores são unidades de negócio; as folhas, flores e frutas são os produtos finais. O sistema de raízes que provém a nutrição, sustento e estabilidade é a competência central".
De acordo com eles, existem ao menos três tópicos que devem ser analisados para a compreensão das competências centrais em uma corporação: ela provém potencial para acessar uma vasta variedade de mercados; ela contribui para a concepção do benefício para os clientes que consomem seu produto final; e, finalmente, ela é difícil de se imitar.

## Retrospecto da tomada de decisão de fazer ou comprar
Anteriormente, muito se valorizava nos quesitos a respeito de custos marginais[carece de fontes?] na tomada de decisão entre fazer ou comprar. Analisava-se o balanço entre os custos provenientes do gerenciamento e estabelecimento das atividades internamente versus os custos dispendidos para contratar uma empresa externa que execute as mesmas atividades, e, a partir dessa equação, inciar o processo de tomada de decisão.
Com a evolução natural dos processos e o desenvolvimento tecnológico, notava-se que era cada vez mais difícil a manutenção de um processos de atualização e renovação constante associados aos produtos e serviços que as empresas ofereciam ao mercado. Era requerido um grau maior especialização o que dificultava consideravelmente os arranjos em que se observava um alto nível de integração vertical. Houve, então,  um aumento crescente na gestão de redes, consequentemente, o processo de tomada de decisão a respeito de fazer ou comprar uma atividade deixou de ser simplesmente "financeiro" a fim de se tornar estratégico.

## Aplicação conceitual
Em se tratando da decisão sobre terceirizar ou não uma dada atividade de uma empresa é possível utilizar diversas metodologias. Uma delas é categorizar a atividade em dois critérios (custos de transição e centralidade de competências), que após análise, receberão uma pontuação final. Os valores são, então, plotados em uma matriz simplificada que auxilia na tomada de decisão. Essa matriz é composta por quatro quadrantes norteando a tomada de decisão em função do valor dos custos e centralidade da competência. Estes critérios são compostos por fatores que, avaliados e quantificados em função de sua relevância para o negócio, resultam em uma pontuação consolidada, através de uma média ou ponderação para cada critério principal.
O eixo das abcissas é representado pelos custos de transição, tema que não será discutido, por ora. Discutiremos, a seguir, como obter os valores referentes à análise da centralidade de competência da atividade avaliada.
Ainda falando sobre Prahalad e Hamel, em seu trabalho discorreram sobre as competências centrais em 1990 como: “Competências centrais correspondem à aprendizagem coletiva na organização, especialmente sobre como coordenar habilidades de produção diversas e integrar fluxos múltiplos de tecnologias.” Define-se competência como a aptidão para executar determinada função e, o conceito pode, ainda, ser interpretado no contexto empresarial como o conjunto de habilidades e/ou tecnologias que certa entidade possui. Para a avaliação no método de centralidade de competências opta-se pela avaliação de três atributos: o valor para o cliente, a diferenciação sobre a concorrência e “extendabilidade” da competência, a serem discutidos a seguir:
- Valor para o cliente: refere-se à quantia pela qual o cliente está disposto a pagar por determinada atividade. Quanto maior o valor atribuído a este fator maior é a centralidade ou, relevância, desta atividade.

- Diferenciação sobre a concorrência: quando a atividade ou competência avaliada gera de diferenciação nos produtos ou serviços da empresa se comparada à concorrência. Questiona-se se esta atividade impacta na decisão de compra do cliente?

- Extendabilidade: É uma característica relacionada a tempo. Pode ser interpretada como a capacidade da atividade em análise ser utilizada no futuro pela empresa, e ainda, quanto tempo ela poderá ser utilizada. É considerada, também, sua capacidade de gerar novos negócios.

Os custos de transação podem envolver diversas variáveis. Uma abordagem adotada para a quantificação desdes custos para que se consolide um valor, e se utilize a matriz simplificada é dividi-los em quatro grandes grupos: número de potenciais fornecedores, especificidade de ativos dos clientes, incerteza envolvida e frequência envolvida[carece de fontes?], sendo que a comparação deve estar relacionada com o tempo estimado de planejamento que será afetado por essa tomada de decisão.

### Resultados possíveis a partir da matriz de tomada de decisão

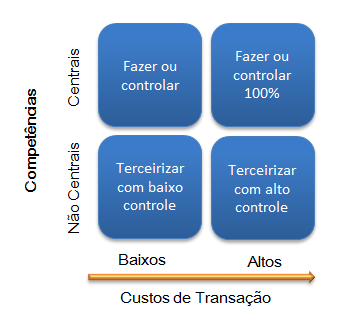
Matriz simplificada para tomada de decisão de fazer ou comprar

De forma simplificada, esquematizado ao lado se tem os principais cenários resultantes da análise:
1. Fazer ou controlar 100%: em um cenário de altos custos de transação envolvendo competências centrais, para a tomada de decisão, deve-se levar em conta a importância da atividade analisada, e caso se opte em contratar uma empresa para exercer essa atividade, o nível de controle deve ser total, havendo parcerias estratégicas a fim de gerar uma maior cooperação e usufruir benefícios oriundos da parceria.
2. Fazer ou controlar: este pode ser considerado um cenário não muito comum, podendo ser uma situação de risco, já que há uma competência central terceirizada, mas há numerosos fornecedores , acessíveis a concorrência, capazes de realizá-las, não havendo uma vantagem competitiva sustentável a longo prazo, aumentando demasiadamente de desta atividade não ser mais vista como central caso alguma ação não seja tomada.
3. Terceirizar com baixo controle: representando a maioria dos relacionamentos entre clientes e fornecedores, quando os custos de transação são baixos e não compreende competências centrais, havendo troca limitada de informações, como especificidades, prazos e preços, podendo estar relacionados a contratos de curto a médio prazo.
4. Terceirizar com alto controle: em situações onde as competências centrais envolvidas continuam sendo baixas, porém com custos de transação altos, justificam-se a adoção de contratos de prazos mais longos, garantindo o fornecimento. Usualmente as métricas utilizadas são acompanhadas pelo uso de SLAs (Service Level Agreement- Acordo de Nível de Serviço)[carece de fontes?].

Na prática, quanto maior for a percepção de valor do cliente na atividade em questão, mais a empresa se preocupará com a forma de execução. Caso não seja capaz ou viável de desempenhar a atividade, apresentará interesse considerável em manter controle da operação terceirizada. Porém, quando pensamos em atividades mais simples, que servem de apoio à atividade principal, que o mercado tem plenas condições de oferecer e a forma de entrega segue a mesma linha entre fornecedores, a empresa tende a poupar seus esforços em desempenhar a atividade ou controlar de forma rígida a operação do seu fornecedor.